# Котов, Иван Михайлович
Ива́н Миха́йлович Ко́тов (1915—1995) — сержант Рабоче-крестьянской Красной армии, участник Великой Отечественной войны, Герой Советского Союза (1943).

## Биография
Родился 15 января 1915 года в селе Береговая Селенгинского уезда Забайкальской области . Окончил четыре класса школы. С 1929 года проживал в Верхнеудинске, работал водителем. В 1936—1939 годах проходил службу в Рабоче-крестьянской Красной армии, участвовал в боях на озере Хасан. В 1941 году повторно был призван в армию. С августа 1942 года — на фронтах Великой Отечественной войны. К сентябрю 1943 года сержант Котов был разведчиком 957-го стрелкового полка 309-й стрелковой дивизии 40-й армии Воронежского фронта. Отличился в битве за Днепр.
В ночь 23 на 24 сентября 1943 года Котов, находясь в составе разведгруппы, переправился через Днепр к югу от Киева и провёл разведку вражеской обороны. Ему удалось уничтожить немецкую пулемётную точку и захватить важного пленного. На обратном пути группа попала в засаду, но сумела добраться до своих.
Указом Президиума Верховного Совета СССР от 23 октября 1943 года за «образцовое выполнение боевых заданий командования на фронте борьбы с немецкими захватчиками и проявленные при этом мужество и героизм» сержант Иван Котов был удостоен высокого звания Героя Советского Союза. Орден Ленина и медаль «Золотая Звезда» за номером 10786 ему были вручены только несколько лет спустя.
15 августа 1944 года Котов получил тяжёлое ранение и лишился обеих ног. Вернулся в Улан-Удэ, работал сначала механиком в машинно-тракторной станции, затем в геологической партии, а позднее — в совхозе. В 1989 году переехал в город Байкальск Иркутской области.
Скончался 1 мая 1995 года.
Был также награждён орденом Отечественной войны 1-й степени (06.04.1985) и рядом медалей.

## Память
Имя Ивана Котова носит средняя школа в селе Нюки Кабанского района Бурятии.